# Cayos de las Cinco Leguas
Cayos de las Cinco Leguas är öar i Kuba.   De ligger i provinsen Matanzas, i den nordvästra delen av landet, 150 km öster om huvudstaden Havanna. Arean är 39 kvadratkilometer.
Terrängen på Cayos de las Cinco Leguas är mycket platt. Öns högsta punkt är 14 meter över havet. Den sträcker sig 10,9 kilometer i nord-sydlig riktning, och 19,8 kilometer i öst-västlig riktning.